# 루슬란 카라예프
루슬란 카라예프(러시아어: Руслан Караев, 1983년 5월 19일 ~ )는 러시아의 오세트계 킥복싱 선수다.

## 생애

### 출생
1983년 5월 19일에 태어났다. 주 베이스는 킥복싱과 태권도이며, 소속팀은 이하라 도장이다.

### 정보
K-1선수로 데뷔하기 전 그의 아마추어 킥복싱 전적은 169전 160승 9패(125 KO)로 아주 좋은 성적을 거두었지만 K-1 데뷔전에서 레이 세포에게 패배했다. 2005년 K-1 미국 GP에서 우승했다. 2006년 서울 GP에는 다시 레이 세포와 대결했지만 KO로 패배했고 2007년에는 바다 하리, 멜빈 맨호프에게 2연속 패배를 당했다. 2007년 9월 29일에는 K-1 월드 GP 2007 final 16에 출전할 예정이었지만 교통사고로 빠지게 되어 대체선수인 박용수가 상대인 제롬 르 밴너가 대결하게 되었다. 2008년 7월 13일 대만 타이페이에서 열린 아시아 GP에는 토미히라 타츠후미, 김영현, 알렉산더 피츠쿠노프를 꺾으면서 부활의 신호탄을 쏘게 되었다. 2008년 9월 27일 서울에서 독일의 사업가 겸 파이터인 하리드 아라브를 꺾고 2008년 12월 6일 요코하마에서 구칸 사키와 맞붙었지만, 판정으로 패배했다. 이후 네덜란드의 골든글로리 짐에서 훈련하기 시작했고, 2009년 9월 26일 K-1의 새로운 일본 에이스 후지모토 교타로를 제압하며 다시 한번 그랑프리 토너먼트에 진출하였지만, 10월 헤스디 게르게스, 12월 바다 하리에게 2연패를 당하고 말았다.

### 입식 격투 전적
- 22전 13승 9패(7 KO)

| 경기일자         | 상대                    | 결과 | 내용                  | 대회                            |
| ---------------- | ----------------------- | ---- | --------------------- | ------------------------------- |
| 2009년 12월 5일  | 바다 하리               | 패   | 1R TKO                | K-1 월드 GP 2009 final          |
| 2009년 10월 17일 | 헤스디 게르게스         | 패   | 3R 판정               | Glory 'A decade of fights'      |
| 2009년 9월 26일  | 후지모토 교타로         | 승   | 3R 판정               | K-1 월드 GP 2009 final 16       |
| 2008년 12월 6일  | 괴한 사키               | 패   | 3R 판정               | K-1 월드 GP 2008 final          |
| 2008년 9월 27일  | 할리드 아랍             | 승   | 2R 2분 30초 KO        | K-1 월드 GP 2008 final 16       |
| 2008년 7월 13일  | 알렉산드르 피츠쿠노프   | 승   | 1R 2분 3초 KO         | K-1 월드 GP 2008 in taipei      |
| 2008년 7월 13일  | 김영현                  | 승   | 1R 50초 TKO(닥터스톱) | K-1 월드 GP 2008 in taipei      |
| 2008년 7월 13일  | 도미히라 다쓰후미       | 승   | 3R 2분 20초 KO        | K-1 월드 GP 2008 in taipei      |
| 2008년 3월 9일   | 아마다 히로미           | 승   | 3R 2분 8초 KO         | 신일본 킥복싱 매그넘16          |
| 2007년 6월 23일  | 멜빈 마누프             | 패   | 1R 31초 KO            | K-1 월드 GP 2007 in amsterdam   |
| 2007년 3월 4일   | 바다 하리               | 패   | 2회 2분 46초 KO       | K-1 월드 GP 2007 in yokohama    |
| 2006년 12월 2일  | 글라우베 페이토자       | 패   | 1R 1분 11초 TKO       | K-1 월드 GP 2006 final          |
| 2006년 9월 30일  | 바다 하리               | 승   | 1R 52초 KO            | K-1 월드 GP 2006 final 16       |
| 2006년 8월 12일  | 듀위 쿠퍼               | 승   | 3R 판정               | K-1 월드 GP 2006 in las vegas 2 |
| 2006년 6월 3일   | 레이 세포               | 패   | 1R 1분 42초 KO        | K-1 월드 GP 2006 in seoul       |
| 2006년 4월 29일  | 슈테판 레코             | 승   | 3R 판정               | K-1 월드 GP 2006 in las vegas   |
| 2005년 11월 19일 | 모리 아키오             | 패   | 4R연장 판정           | K-1 월드 GP 2005 final          |
| 2005년 9월 23일  | 리카르도 노르드스트란드 | 승   | 3R 판정               | K-1 월드 GP 2005 final16        |
| 2005년 8월 13일  | 스캇 라이티             | 승   | 3R 판정               | K-1 월드 GP 2005 in las vegas   |
| 2005년 8월 13일  | 아젬 막스타이           | 승   | 3R 판정               | K-1 월드 GP 2005 in las vegas   |
| 2005년 8월 13일  | 프레디 케마요           | 승   | 1회 1분 39초 KO       | K-1 월드 GP 2005 in las vegas   |
| 2005년 6월 14일  | 레이 세포               | 패   | 1회 34초 TKO          | K-1 월드 GP 2005 in hiroshima   |

## 타이틀
- K-1 2005 미국 라스베가스 GP 챔피언
- K-1 2008 아시아 GP 챔피언